# Джуджеван
Джуджева́н (арм. Ջուջևան) — село на севере Тавушской области в Армении.
Главой сельской общины является Хампарцум Петросян.

## История
Образование села Джуджеван относят к каменному веку. Рядом с Джуджеваном нашли останки сохранившегося с каменного века поселения людей. Природа вблизи села сохранилась до наших дней в её первозданном виде. Согласно исследованиям археологов, наибольшего расцвета поселение, на месте нынешнего Джуджевна достигло в период с VII века до н.э. — I век н.э.. Здесь были найдены оружия, украшения а также предметы быта из золота, серебра и бронзы. В период со II века до н.э. — I века до н.э. местонахождение Джуджевана часто менялось. Оттуда и пошли новые поселения Гюхатех, Мошути нав и Хечатех, но через некоторое время они были опустошены набегами тюркских племён. В 1874 году тюркские племена полностью уничтожили эти три селения. А выжившие жители этих сёл переселились в нынешних Арчис, Лчкадзор и Джуджеван. Самыми многочисленными из этих переселившихся семей были:
- Чилингаряны (из поселения Цак Кар)
- Исраэляны (из Ахпата)
- Бабаджаняны (из Бердавана)
- Цатуряны (из Лчкадзора)

## Географическое положение
Село Джуджеван находится у истока реки Баганис и в центре хребта Воскепар, в пяти километрах на юго-востоке от города Ноемберяна. Вблизи села расположена гора Эляк (1361 м).

## Достопримечательности
Рядом с селом есть циклопическая кладка бронзового века, самые известные из них:
- Арами Блур
- Поплози Блур
- Кочоли Блур

Например, Арами Блур находится к югу от Джуджевана. На этом месте люди жили начиная с бронзового века вплоть до I века нашей эры. Здесь были найдены артефакты, не имеющие ничего подобного себе на территории всей современной Армении.